# École de médecine de l'université d'Otago
L'École de médecine de Dunedin (Dunedin School of Medicine) est l'ancien nom du campus de la faculté de médecine d'Otago à Dunedin. Tous les étudiants en médecine de l'université d'Otago qui entrent après le programme compétitif de première année en sciences de la santé, ou qui obtiennent une entrée aux cycles supérieurs, passent leurs deuxième et troisième années (ELM; Early Learning in Medicine) à étudier à la Otago Medical School à Dunedin. Au cours de leurs quatrième, cinquième et sixième années (ALM ; Advanced Learning in Medicine), les étudiants peuvent étudier à la faculté de médecine d'Otago à Dunedin, à l'université d'Otago à Christchurch (en) ou à l'université d'Otago à Wellington (en).

## Histoire
Ouverte en 1875, l'Otago Medical School a d'abord enseigné un cours de deux ans avec une formation complétée à l'étranger. 1887 a vu le premier diplômé en médecine qui avait été enseigné uniquement à Otago. En 1891, la faculté de médecine est officiellement devenue la Faculté de médecine. Jusqu'en 1920, la formation ne durait que quatre ans, mais fut ensuite étendue à six ans.
À partir de 1924, les étudiants pouvaient terminer leur dernière année de formation dans les hôpitaux d'Auckland, de Christchurch ou de Wellington, ainsi que de Dunedin. En 1938, des facultés annexes sont créées dans ces autres centres. La relation d'Otago avec Auckland a cessé après l'ouverture de la faculté de médecine de l'Université d'Auckland (en) en 1968. Les facultés annexes de Christchurch et Wellington sont devenues des écoles « cliniques » en 1973 et 1977 respectivement ; les précurseurs de l'université d'Otago à Christchurch (en)  et de l'université d'Otago à Wellington (en) modernes.

### Femmes diplômées
Les femmes n'entrèrent dans la formation médicale qu'en 1891, date à laquelle Emily Siedeberg devint la première étudiante en médecine. Entre 1896 et 1924, il y avait 50 femmes diplômées ; en 1949, 200 femmes avaient obtenu leur diplôme. Parmi les femmes diplômées entre 1896 et 1929 figurent :
- 1896 : Emily Siedeberg
- 1897 : Margaret Cruickshank
- 1900 : Constance Frost, Daisy Platts-Mills, Alice Horsley
- 1903 : Eleanor Baker McLaglan (en)
- 1906 : Ada Paterson (en)
- 1916 : Doris Gordon (en)
- 1918 : Marion King Bennie Cameron [1]
- 1921 : Moana Gow[1],[2], Eva Hill (en), Sylvia Chapman (en)
- 1922 : Muriel Bell
- 1923 : Eily Elaine Gurr (en), Kathleen Todd (en)
- 1924 : Mary Champtaloup [1]
- 1925 : Cecily Pickerill (en), Helen Deem (en)
- 1926 : Nina Muir (en), Theodora Hall (en)
- 1929 : Kathleen Pih-Chang (en)

## Faculté de médecine de l'université d'Otago
Le titre University of Otago Medical School est l'une des sept facultés et écoles de la Division des sciences de la santé. Les autres facultés et écoles de la Division des sciences de la santé de l'université d'Otago sont l'École des sciences biomédicales ; la Faculté de médecine dentaire (en) ; l'École de pharmacie (en) ; l'École de physiothérapie ; l'université d'Otago à Christchurch ; et l'université d'Otago à Wellington.

## Départements
La faculté de médecine d'Otago est structurée en huit départements universitaires : bioéthique, médecine générale et santé rurale, médecine, pathologie, médecine préventive et sociale, médecine psychologique, sciences chirurgicales et santé des femmes et des enfants. La plupart de ces départements ont un certain nombre de sous-sections ou d'unités.

## Bâtiments
La majeure partie de la faculté de médecine d'Otago est centrée sur un groupe de bâtiments au sud-ouest du campus principal de l'université d'Otago, dans une zone comprenant l'hôpital Dunedin et délimitée par George Street (en), Hanover Street, Cumberland Street et Frederick Street. Ceux-ci incluent le bâtiment Hercus (département de pathologie), le bâtiment Adams (département de médecine préventive et sociale) et le bâtiment Fraser (département de médecine psychologique). D'autres parties de l'école sont situées à l'hôpital de Dunedin, notamment les amphithéâtres Colquhoun et Barnett, le département du doyen et les départements de médecine, de sciences chirurgicales et de santé des femmes et des enfants. Le Département de médecine générale et de santé rurale est situé au 55 Hanover Street. Le Centre de bioéthique est hébergé à l'Otago Business School .
Près du cœur de la faculté de médecine d'Otago, situé à côté des bâtiments Hercus et Adams, se trouvent les bâtiments Scott et Lindo Ferguson, tous deux classés par Heritage New Zealand en catégorie II et catégorie I respectivement. Le Scott Building, construit pendant la Première Guerre mondiale par le cabinet d'architectes Mason and Wales (en), est maintenant utilisé par la School of Biomedical Sciences. L'imposant bâtiment Lindo Ferguson est une structure en brique et pierre d'Oamaru (en) de style classique construite en 1927 sur une conception d'Edmund Anscombe (en), également utilisé par l'École des sciences biomédicales. Il a été nommé en l'honneur de Sir Lindo Ferguson, doyen de la faculté de médecine d'Otago de 1914 à 1937.